# Het vrolijke huisgezin
Het vrolijke huisgezin, ook Soo de ouden songen, pijpen de jongen, is een schilderij van Jan Steen. Het dateert uit 1668 en behoort tot de collectie van het Rijksmuseum in Amsterdam. Het is een typisch werk dat 'een huishouden van Jan Steen' weergeeft.
Het is de tweede voorstelling van Steen die het spreekwoord 'Zoals de ouden zongen, piepen de jongen' verbeeldt. Het andere is van enkele jaren eerder.

## Voorstelling
Het schilderij toont een woonkamer met drie generaties. Iedereen gaat zijn eigen gang en doet waar hij of zij zin in heeft. Op de vloer en op tafel is het een chaos, men heeft het niet in de hand. De kinderen doen precies wat slecht voor hen is: ze drinken uit een kan wijn en het jongetje in de vensterbank rookt een pijp. Niemand maakt zich er druk om. Kortom: het is een rommelig huishouden waarin geen regels zijn, waardoor orde ontbreekt. Vandaar het spreekwoord: 'een huishouden van Jan Steen'. Jan Steen heeft zichzelf afgebeeld, spelend op een doedelzak, het muziekinstrument van geilaards en zotten, dat ook wel lullepijp werd genoemd.

## Motief

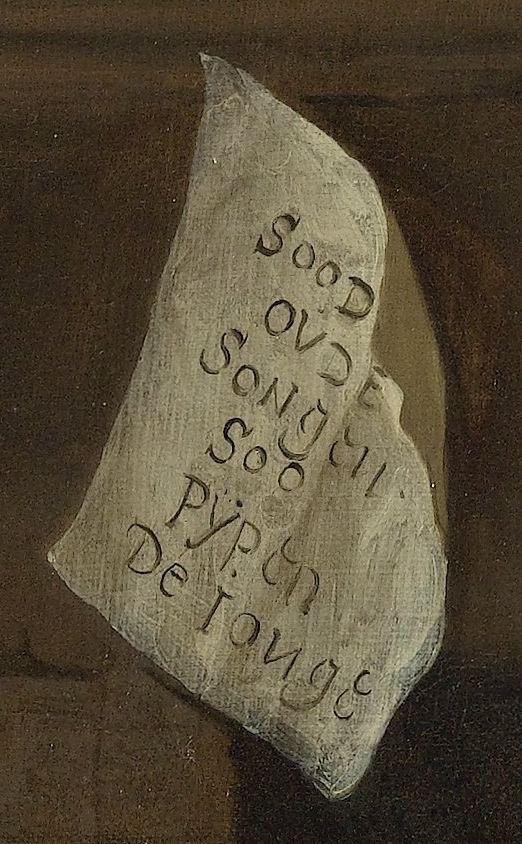
Jan Steen Vrolijke huisgezin - gezegde

Op het briefje dat aan de schoorsteen hangt staat de volgende spreuk: "Soo D'Oude Songen, Soo Pypen De Jonge" (zo de ouden zongen, zo piepen de jongen). Dit is veelzeggend voor dit schilderij. Dit oude gezegde betekent dat de ouderen het verkeerde voorbeeld geven en dat de kinderen of jongeren dat gedrag overnemen. In dit schilderij is dit duidelijk zichtbaar.
De man des huizes geeft compleet het verkeerde voorbeeld in de al aanwezige chaos terwijl het om hem heen een zooitje is en er allerlei dingen gebeuren die eigenlijk niet kunnen. Je ziet dat de kinderen dit gedrag overnemen. De boodschap van Jan Steen was dan ook: doe dit vooral niet. Ga je niet te boven aan genotmiddelen, houd de controle over jezelf. Dit schilderij was dus eigenlijk een waarschuwing voor de maatschappij.

## Signatuur en datering
Het schilderij is rechtsonder gesigneerd en gedateerd met: 'JSteen 1668'.